# オマリ・スペルマン
オマリ・ラスララ・スペルマン（Omari Rasulala Spellman, 1997年7月21日 - ）は、アメリカ合衆国・オハイオ州クリーブランド出身のプロバスケットボール選手。KBLの原州DBプロミに所属している。ポジションはパワーフォワード。

## 経歴

### ハイスクール
高校4年目の2016年にはジョーダン・ブランド・クラシックに選出された。
主要サイトから5つ星評価を受け、ESPNによる2016年クラスのTop100ランキングでは16位に選出された。10以上の大学からオファーを受けた中で、ビラノバ大学へ進学した。

### カレッジ
高校時代に学年変更し、正規の学年で卒業していなかったことから、NCAAのレッドシャツ制度の対象となり、1年目の2016-17シーズンは公式戦に出場できなかった。この期間に元々300ポンドあった体重を245ポンドまで減量した。
2017-18シーズンに初出場。2017年12月13日のテンプル大学戦でシーズンハイとなる27得点を記録した。シーズン全体では平均10.9得点・8.0リバウンドを記録し、チームは2年ぶりにNCAAトーナメントで優勝した。シーズン終了後、2018年のNBAドラフトにアーリーエントリーした。

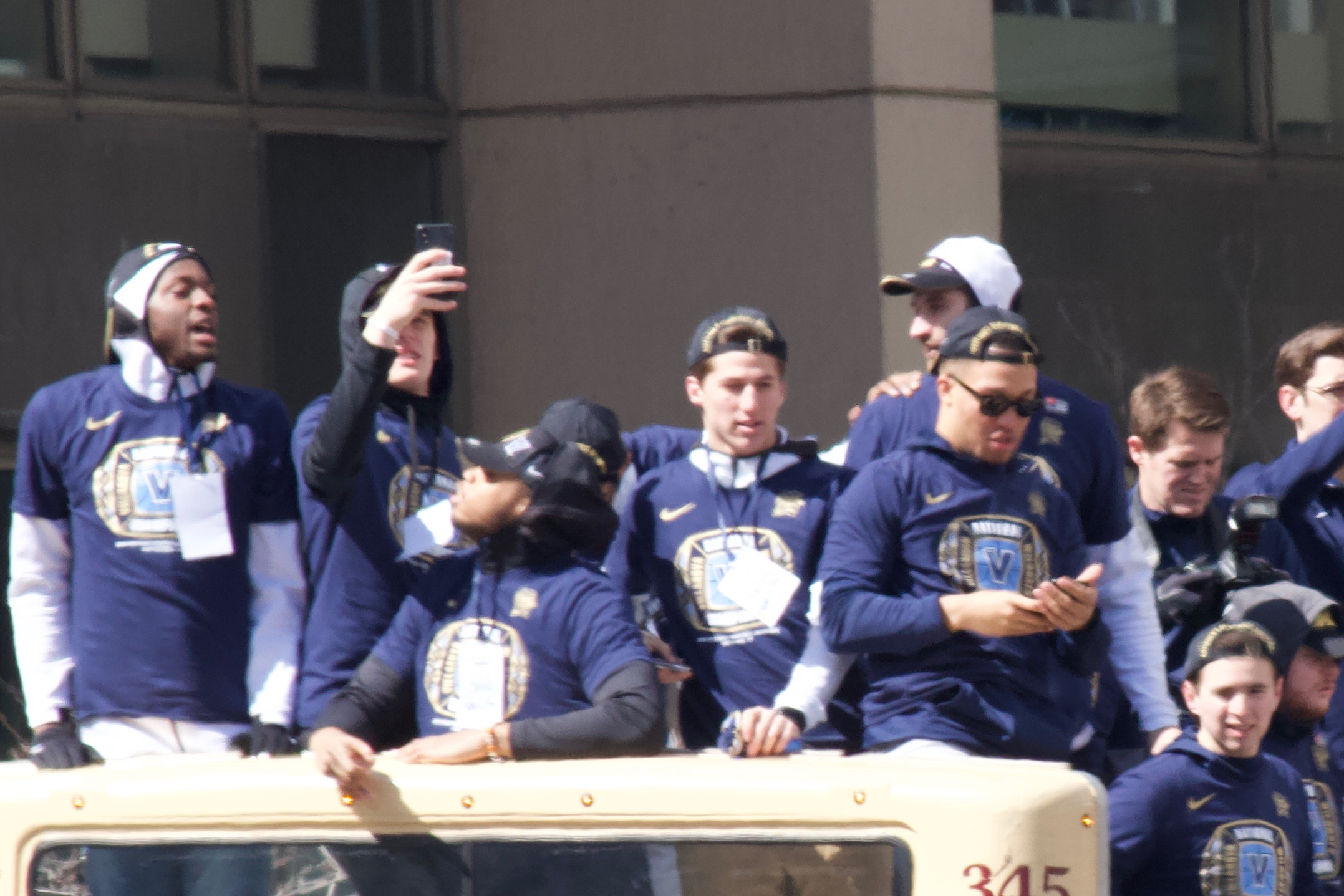
NCAAトーナメントの優勝パレードにて。左からエリック・パスカル、ドンテ・ディビンチェンゾ、スペルマン、コリン・ギレスピー、ジェイレン・ブランソン

### アトランタ・ホークス
ドラフト全体30位でアトランタ・ホークスから指名され、その後ルーキー契約を結んだ。
2018-19シーズンはNBAで46試合に出場した。また、Gリーグのエリー・ベイホークスでもプレーした。

### ゴールデンステート・ウォリアーズ
2019年7月8日にデイミアン・ジョーンズと2026年のドラフト2巡目指名権とのトレードで、ゴールデンステート・ウォリアーズへ移籍した。

### アイオワ・ウルブズ
2020年2月6日にアンドリュー・ウィギンズ、ドラフト1巡目指名権とのトレードで、ディアンジェロ・ラッセル、ジェイコブ・エバンスとともにミネソタ・ティンバーウルブズへ移籍した。移籍後はGリーグのアイオワ・ウルブズへ送られ、3月10日のサンタクルーズ・ウォリアーズ戦では18得点・14リバウンド・12アシストのトリプル・ダブルを記録するなど活躍したが、NBAでの出場はなかった。

### エリー・ベイホークス
2020年11月24日にエド・デイビスとのトレードでニューヨーク・ニックスへ放出され、2021年1月7日に解雇された。その後、同月26日にGリーグのエリー・ベイホークスと契約した。

### 安養KGC(2021-2023)
2021年のサマーリーグにシカゴ・ブルズの一員として参加した。その後、2021年8月31日にKBLの安養KGCと契約した。
2023年にはKBLで優勝を果たした。

### BCゼニト・サンクトペテルブルク(2024-2025)
2024年7月13日にVTBユナイテッドリーグに所属するBCゼニト・サンクトペテルブルクへの加入が発表された。契約期間は2025-2026シーズンまで。
2025年1月21日に契約を解除された。

### 原州DBプロミ
2月10日にKBLの原州DBプロミとの契約に合意した。

## 個人成績

### NBA

#### レギュラーシーズン
| シーズン | チーム | GP | GS | MPG  | FG%  | 3P%  | FT%  | RPG | APG | SPG | BPG | PPG |
| -------- | ------ | -- | -- | ---- | ---- | ---- | ---- | --- | --- | --- | --- | --- |
| 2018–19  | ATL    | 46 | 11 | 17.5 | .402 | .344 | .711 | 4.2 | 1.0 | .6  | .5  | 5.9 |
| 2019–20  | GSW    | 49 | 3  | 18.1 | .431 | .391 | .793 | 4.5 | 1.0 | .7  | .5  | 7.6 |
| 通算     | 通算   | 95 | 14 | 17.8 | .417 | .366 | .766 | 4.3 | 1.0 | .6  | .5  | 6.8 |

### カレッジ
| シーズン | チーム   | GP | GS | MPG  | FG%  | 3P%  | FT%  | RPG | APG | SPG | BPG | PPG  |
| -------- | -------- | -- | -- | ---- | ---- | ---- | ---- | --- | --- | --- | --- | ---- |
| 2017–18  | ビラノバ | 40 | 39 | 28.1 | .476 | .433 | .700 | 8.0 | .8  | .7  | 1.5 | 10.9 |

## 代表歴
レバノン系アメリカ人であり、2023年4月にレバノンの市民権を取得した。レバノン代表として2023年FIBAバスケットボール・ワールドカップとパリオリンピック予選に出場している。